# Герб Квебеку (місто)
Герб міста Квебек — офіційний символ міста Квебек.

## Опис
- Клейнод: Мурована корона, що символізує місто та укріплені стіни Квебека.
- Щит:
  - Глава: Два золотих ключі на червоному тлі, один символізує Квебек як столицю Нової Франції, другий - столицю провінції Квебек; ключі покриті зеленим кленовим листом, символом Канади.
  - Тіло щита: золотий корабель, що символізує "Дон де Дьє "Самуеля де Шамплена" (і для ілюстрації значення Квебеку як морського порту) з повними вітрилами (символ сили і мужності). Хвилясті стрічки символізують річку Святого Лаврентія.
- Сувій: Девіз міста "Don de Dieu feray valoir" (я використаю Дон де Дьє - Божий дар - з користю) і є посиланням на корабель Шамплена Дон де Діу).[1]
- Кольори:
  - Золото: для сили, віри, справедливості, багатства.
  - Червоний: для сили, сили, рішучості.
  - Синій: суверенітет, величність, безтурботність

## Історія
Дата створення першого герба міста невідома. Однак герб 1793 року англіканської єпархії Квебек фактично ідентичний. Їх описують так: у червоному полі із заклепаною золотою облямівкою золотий коронований леопард і тримає в правій лапі золотий ключик. Залежно від версії, щит підтримується двома ангелами і покривається французькою короною. Клепана облямівка також іноді відсутня. Сліди цього герба в різних місцях, зокрема в будівлі парламенту Квебеку, де він викарбуваний над статуєю Самуеля де Шамплена.
У 1833 р. художник і муніципальний радник Жозеф Легаре розробив печатку міста Квебек. На ньому зображена богиня достатку, що тримає герб міста перед пагорбом Квебек. Більше того, ця печатка часто буде у формі щита, що конкурує з першим гербом.
У 1945 році мер Люсьєн Борн попросив геральдиста Моріса Бродера розробити новий герб. Муніципальна рада прийняла його у 1949 р. 20 вересня 1988 р. він був першим гербом, зареєстрованим Канадською геральдичною владою.